# Allaines-Mervilliers
Allaines-Mervilliers és un antic municipi francès, situat al departament de l'Eure i Loir i a la regió de Centre – Vall del Loira. L'1 de gener de 2019 esdevé un municipi delegat, al si del municipi nou Janville-en-Beauce. L'any 2007 tenia 341 habitants.

## Demografia

### Població
El 2007 la població de fet d'Allaines-Mervilliers era de 341 persones. Hi havia 124 famílies, de les quals 28 eren unipersonals (24 homes vivint sols i 4 dones vivint soles), 36 parelles sense fills, 52 parelles amb fills i 8 famílies monoparentals amb fills.
La població ha evolucionat segons el següent gràfic:
Habitants censats

### Habitatges
El 2007 hi havia 150 habitatges, 127 eren l'habitatge principal de la família, 16 eren segones residències i 7 estaven desocupats. 145 eren cases i 5 eren apartaments. Dels 127 habitatges principals, 106 estaven ocupats pels seus propietaris, 20 estaven llogats i ocupats pels llogaters i 1 estava cedit a títol gratuït; 1 tenia una cambra, 10 en tenien dues, 14 en tenien tres, 26 en tenien quatre i 76 en tenien cinc o més. 104 habitatges disposaven pel capbaix d'una plaça de pàrquing. A 57 habitatges hi havia un automòbil i a 64 n'hi havia dos o més.

### Piràmide de població
La piràmide de població per edats i sexe el 2009 era:
| Homes | Edats   | Dones |
| ----- | ------- | ----- |
| 0     | 95 o +  | 0     |
| 0     | 90 a 94 | 0     |
| 1     | 85 a 89 | 2     |
| 1     | 80 a 84 | 3     |
| 10    | 75 a 79 | 3     |
| 12    | 70 a 74 | 17    |
| 12    | 65 a 69 | 10    |
| 7     | 60 a 64 | 6     |
| 1     | 55 a 59 | 2     |
| 6     | 50 a 54 | 7     |
| 8     | 45 a 49 | 7     |
| 13    | 40 a 44 | 7     |
| 16    | 35 a 39 | 13    |
| 8     | 30 a 34 | 9     |
| 5     | 25 a 29 | 8     |
| 1     | 20 a 24 | 1     |
| 4     | 15 a 19 | 6     |
| 8     | 10 a 14 | 8     |
| 17    | 5 a 9   | 8     |
| 10    | 0 a 4   | 14    |

## Economia
El 2007 la població en edat de treballar era de 189 persones, 152 eren actives i 37 eren inactives. De les 152 persones actives 142 estaven ocupades (84 homes i 58 dones) i 10 estaven aturades (3 homes i 7 dones). De les 37 persones inactives 7 estaven jubilades, 15 estaven estudiant i 15 estaven classificades com a «altres inactius».

### Ingressos
El 2009 a Allaines-Mervilliers hi havia 124 unitats fiscals que integraven 356 persones, la mediana anual d'ingressos fiscals per persona era de 20.244,5 €.

### Activitats econòmiques
Dels 8 establiments que hi havia el 2007, 3 eren d'empreses de construcció, 1 d'una empresa de comerç i reparació d'automòbils, 1 d'una empresa immobiliària i 3 d'empreses de serveis.
Dels 2 establiments de servei als particulars que hi havia el 2009, 1 era un guixaire pintor i 1 fusteria.
L'any 2000 a Allaines-Mervilliers hi havia 26 explotacions agrícoles que ocupaven un total de 1.746 hectàrees.

## Poblacions més properes
El següent diagrama mostra les poblacions més properes.